# Championnat du Luxembourg de football 1957-1958
Navigation
Saison précédente Saison suivante
La saison 1957-1958 du Championnat du Luxembourg de football était la 44e édition du championnat de première division au Luxembourg. Les douze meilleurs clubs du pays se retrouvent au sein d'une poule unique, la Division Nationale, où ils s'affrontent deux fois, à domicile et à l'extérieur. À l'issue du championnat, les deux derniers du classement sont relégués et remplacés par les deux meilleurs clubs de Division d'Honneur, la deuxième division luxembourgeoise.
C'est le club de la Jeunesse d'Esch qui termine en tête du classement du championnat cette saison, avec 5 points d'avance sur les Red Boys Differdange -vainqueurs de la Coupe du Luxembourg face au Stade Dudelange- et 7 sur le tenant du titre, le Stade Dudelange. C'est le 5e titre de champion de l'histoire de la Jeunesse.

## Les 12 clubs participants
| - Stade Dudelange - US Dudelange - Promu de Division d'Honneur - Red Boys Differdange - CS Grevenmacher - CA Spora Luxembourg - Chiers Rodange - Promu de Division d'Honneur | - AS La Jeunesse d'Esch - Union Luxembourg - Progrès Niedercorn - Fola Esch - SC Tétange - Alliance Dudelange |

## Compétition

### Classement
Le barème utilisé pour établir le classement est le suivant :
- Victoire : 2 points
- Match nul : 1 point
- Défaite : 0 point

| Rang | Équipe                   | Pts | J  | G  | N | P  | Bp | Bc | Diff |
| ---- | ------------------------ | --- | -- | -- | - | -- | -- | -- | ---- |
| 1    | Jeunesse d'Esch          | 35  | 22 | 15 | 5 | 2  | 52 | 20 | +32  |
| 2    | Red Boys Differdange (C) | 30  | 22 | 13 | 4 | 5  | 46 | 27 | +19  |
| 3    | Stade Dudelange (T)      | 28  | 22 | 12 | 4 | 6  | 40 | 27 | +13  |
| 4    | SC Tétange               | 25  | 22 | 10 | 5 | 7  | 32 | 28 | +4   |
| 5    | CA Spora Luxembourg      | 22  | 22 | 8  | 6 | 8  | 47 | 41 | +6   |
| 6    | Chiers Rodange (P)       | 22  | 22 | 8  | 6 | 8  | 47 | 50 | -3   |
| 7    | Union Luxembourg         | 21  | 22 | 9  | 3 | 10 | 36 | 45 | -9   |
| 8    | CS Grevenmacher          | 20  | 22 | 8  | 4 | 10 | 34 | 38 | -4   |
| 9    | Progrès Niedercorn       | 20  | 22 | 7  | 6 | 9  | 40 | 44 | -4   |
| 10   | Alliance Dudelange       | 18  | 22 | 7  | 4 | 11 | 50 | 63 | -13  |
| 11   | US Dudelange (P)         | 13  | 22 | 4  | 5 | 13 | 37 | 51 | -14  |
| 12   | Fola Esch                | 10  | 22 | 3  | 4 | 15 | 26 | 53 | -27  |

|  | Coupe d'Europe des clubs champions 1958-1959                                                 |
|  | Relégation en Division d'Honneur                                                             |
|  | (T) Tenant du titre (C) Vainqueur de la Coupe du Luxembourg (P) : Promu de deuxième division |

## Bilan de la saison
| Championnat du Luxembourg de football 1957-1958 |                            |
| Champion                                        | Jeunesse d'Esch (5e titre) |
| Coupes et trophées                              |                            |
| Vainqueur de la Coupe du Luxembourg 1957-1958   | Red Boys Differdange       |
| Qualifications continentales                    |                            |
| Coupe d'Europe des clubs champions 1958-1959    | Jeunesse d'Esch            |
| Promotions et relégations                       |                            |
| Promus en Division Nationale                    | Jeunesse Wasserbillig      |
| Promus en Division Nationale                    | National Schifflange       |
| Relégués en Division d'Honneur                  | US Dudelange               |
| Relégués en Division d'Honneur                  | Fola Esch                  |